# Vanuatu Cultural Centre
El Vanuatu Cultural Centre (en bislama: Vanuatu Kaljoral Senta; en francés: Centre culturel de Vanuatu) fundado en 1959, es el centro cultural nacional de Vanuatu. Se encuentra en la ciudad de Port Vila. Desde 2007, su director es Marcelino Abong.
Se describe a sí mismo como "una organización que trabaja para registrar y promover la diversidad de culturas" de Vanuatu, se trata de una organización que incluye el Museo Nacional de Vanuatu, el Centro Cultural e Histórico, la Biblioteca Nacional y la Unidad Nacional de Cine y Sonido.